# Le Seigneur des anneaux (film, 1978)
Pour les articles homonymes, voir Le Seigneur des anneaux (homonymie).
Pour plus de détails, voir Fiche technique et Distribution.
Le Seigneur des anneaux (J. R. R. Tolkien's The Lord of the Rings) est un film d'animation combinant dessin animé et prise de vue réelle rotoscopée, réalisé par Ralph Bakshi et sorti en 1978. Il s'agit d'une adaptation de la première moitié du roman Le Seigneur des anneaux de J. R. R. Tolkien, c'est-à-dire de La Communauté de l'anneau et d'une partie des Deux Tours. Le film prend place en Terre du Milieu et suit un groupe de membres de diverses races (Hobbits, Elfes, Hommes, Nains et Magiciens) qui forment une Communauté chargée de détruire l'Anneau unique du Seigneur Ténébreux Sauron afin de le vaincre.
Le scénario du film est de Peter S. Beagle ; une version antérieure, rédigée par Chris Conkling (en), ne fut pas employée. Les voix ont été assurées, entre autres, par William Squire, John Hurt, Michael Graham Cox et Anthony Daniels.
Ralph Bakshi découvrit le roman de Tolkien vers le début de sa carrière de réalisateur, et il tenta à plusieurs reprises de produire un film d'animation du Seigneur des anneaux avant de finalement réussir à obtenir le financement du producteur Saul Zaentz et du distributeur United Artists. La rotoscopie fut largement employée dans de nombreuses scènes du film, qui furent d'abord tournées avec de vrais acteurs avant d'être redessinées.
Le film reçut un accueil critique mitigé, et fut considéré comme un échec par les distributeurs originaux, qui refusèrent de financer une suite qui aurait couvert le reste de l'histoire. Il fut cependant un succès commercial, et relança la mode des ouvrages de Tolkien, inspirant la production de plusieurs autres adaptations de l'histoire.

## Synopsis
Au début du Second Âge de la Terre du Milieu, les Elfes forgerons conçurent dix-neuf Anneaux de Pouvoir pour les Hommes, les Nains et les Elfes. Finalement, le Seigneur Ténébreux Sauron forgea l'Anneau unique pour les gouverner tous. Quand la Dernière Alliance des Elfes et des Hommes tomba devant lui, l'Anneau arriva entre les mains du prince Isildur, descendants des puissants rois d'au-delà de la mer. Après qu'Isildur fut tué par des Orques, l'Anneau reposa au fond du fleuve Anduin pendant de longues années, durant lesquelles Sauron s'empara des Neuf anneaux qui avaient été donnés aux Hommes et fit de leurs possesseurs les Spectres de l'Anneau, de terrifiantes ombres qui écumaient le monde à la recherche de l'Unique. Ce dernier fut retrouvé par deux hobbits. L'un d'entre eux, Sméagol, fut tellement attiré par l'Anneau qu'il tua son cousin Déagol pour le posséder. L'Anneau le transforma en une créature tordue et crachotante, Gollum, jusqu'à ce que son « précieux » fût découvert par le hobbit Bilbon Sacquet. Des années plus tard, dans la Comté, Bilbon fête son anniversaire. Dans son trou de hobbit, le mage Gandalf lui demande de laisser l'Anneau à Frodon Sacquet. Bilbon finit par accepter et quitte la Comté. Dix-sept années s'écoulent, durant lesquelles Gandalf apprend que la Comté est en danger : les forces du mal ont appris que l'Anneau est en possession d'un Sacquet. Gandalf retrouve Frodon et lui apprend l'histoire de l'Anneau et le danger qu'il fait peser sur toute la Terre du Milieu. Frodon quitte sa demeure en emportant l'Anneau.
Il est accompagné par trois amis hobbits : Pippin, Merry et Sam. Dès le début de leur voyage, ils sont pourchassés par les Spectres de l'Anneau. Ils leur échappent de justesse et atteignent finalement la ville de Bree, où ils rencontrent Grands-Pas, un ami de Gandalf, qui les guide sur le reste de la route menant à Fondcombe. Au sommet du mont Venteux, Frodon est blessé par la lame imprégnée de magie noire du chef des Spectres. Un fragment de la lame reste pris dans la blessure, et sa maladie s'accentue comme le voyage progresse. Ils rencontrent l'Elfe Legolas. Les Spectres les rattrapent, mais sont balayés par la rivière enchantée au gué de Fondcombe. À Fondcombe, Frodon est soigné par le seigneur des lieux, Elrond. Il retrouve Gandalf, qui avait été retenu prisonnier par son confrère Saroumane ; ce dernier prévoit de rallier Sauron, mais veut l'Anneau pour lui-même. Bilbon, Gandalf et d'autres débattent de ce qui devrait être fait de l'Unique. Frodon se propose pour aller au Mordor, où l'Anneau peut être détruit. Il quitte Fondcombe avec huit compagnons : Gandalf, Aragorn, Boromir, fils de l'Intendant du Gondor, l'Elfe Legolas, le Nain Gimli, et ses trois compagnons hobbits.
De fortes chutes de neige les empêchent de franchir les monts Brumeux et ils sont contraints de passer sous les montagnes, à travers la Moria, un ancien royaume nain désormais plein d'Orques et d'autres créatures maléfiques. Là, Gandalf chute dans l'abîme après avoir combattu un Balrog. Les huit membres restants de la Communauté passent ensuite quelque temps dans le havre elfique de Lothlórien, qu'ils quittent en bateau. Boromir tente de prendre l'Anneau à Frodon, qui le passe à son doigt et s'enfuit. Il décide de poursuivre sa quête seul, mais le fidèle Sam insiste pour rester avec lui.
Boromir est tué par des Orques en tentant de défendre Merry et Pippin, qui sont capturés par des Orques désireux de les amener à l'Isengard en traversant le Rohan. Après leur avoir échappé et s'être enfuis dans la forêt de Fangorn, ils rencontrent Sylvebarbe, un gigantesque Ent. Aragorn, Gimli et Legolas, pistant Merry et Pippin, suivent leurs empreintes jusque dans Fangorn, où ils retrouvent Gandalf, qu'ils croyaient mort dans la Moria. Tous quatre chevauchent vers la capitale du Rohan, Edoras, où Gandalf convainc le roi Théoden que son peuple est en danger. Aragorn, Legolas et Gimli voyagent alors jusqu'au fort du gouffre de Helm.
Pendant ce temps, Frodon et Sam découvrent que Gollum les piste, et ils le capturent. Frodon le prend en pitié et lui laisse la vie sauve, à la condition qu'il les guide vers la montagne du Destin. Gollum promet de les mener à une entrée secrète du Mordor. Au gouffre de Helm, les forces de Théoden résistent à l'attaque des Orques de Saroumane, et Gandalf arrive juste à temps le lendemain matin avec les cavaliers du Rohan : aucun Orque ne s'échappera.

## Fiche technique
- Titre original : J. R. R. Tolkien's The Lord of the Rings
- Réalisation : Ralph Bakshi
- Scénario : Peter S. Beagle, Chris Conkling (en), d'après le roman de J. R. R. Tolkien
- Photographie : Timothy Galfas
- Montage : Donald W. Ernst (en)
- Musique : Leonard Rosenman, Paul Kont[5]
- Production : Saul Zaentz
- Budget : 4 000 000 $[6]
- Distribution : United Artists, Warner Bros.
- Pays d'origine : États-Unis
- Sound mix: Dolby
- Format : Couleur
- Genre : Film d'animation
- Durée : 132 minutes
- Date de sortie : 1978

## Distribution
| Rôle                | Voix originale     | Voix française      |
| ------------------- | ------------------ | ------------------- |
| Frodon Sacquet      | Christopher Guard  | Michel Caccia       |
| Gandalf             | William Squire     | Jean Davy           |
| Sam Gamegie         | Michael Scholes    | Serge Lhorca        |
| Aragorn             | John Hurt          | Bernard Dhéran      |
| Meriadoc Brandebouc | Simon Chandler     | Georges Poujouly    |
| Peregrin Touque     | Dominic Guard      | Gilles Guillot      |
| Bilbon Sacquet      | Norman Bird        | Jacques Balutin     |
| Boromir             | Michael Graham Cox | William Sabatier    |
| Legolas             | Anthony Daniels    | Pierre Arditi       |
| Gimli               | David Buck         | René Arrieu         |
| Gollum              | Peter Woodthorpe   | Gérard Hernandez    |
| Langue de Serpent   | Michael Deacon     | Gérard Hernandez    |
| Saroumane           | Fraser Kerr (en)   | Louis Arbessier     |
| Théoden             | Philip Stone       | Jean-Henri Chambois |
| Elrond              | André Morell       | Denis Savignat      |
| Aubergiste          | Alan Tilvern       | Jean Topart         |
| Galadriel           | Annette Crosbie    | Tania Torrens       |
| Sylvebarbe          | John Westbrook     | Henri Poirier       |

## Différences entre le film et le livre
Le film diverge en plusieurs points du livre, mais suit de façon assez proche la trame narrative établie par Tolkien. De nombreux passages du livre servant de transition d'une partie de l'intrigue à une autre ont été omises, ce qui rend le milieu du film difficile à suivre pour un spectateur non familier avec l'histoire. Concernant l'adaptation, Bakshi a déclaré que « des choses ont dû être laissées de côté, mais rien dans l'histoire n'a vraiment été modifié ».

### Omissions
Le film condense fortement le voyage de Frodon entre Cul-de-Sac et Bree. La « conspiration » de Merry et Pippin pour aider Frodon est réduite à une poignée de répliques. Les pauses chez le père Maggotte, au Creux-de-Crique et chez Tom Bombadil ont disparu, ainsi que le personnage du Gros Bolger, un hobbit qui accompagne Frodon sur une partie du trajet. D'après Bakshi, « Tom Bombadil a été laissé de côté parce qu'il ne faisait pas progresser le récit ». Du fait de l'abandon de l'épisode Bombadil, le voyage à travers les Hauts des Galgals est lui aussi coupé.
Dans la scène où Frodon découvre que son anneau est l'Anneau unique, lui et Gandalf ne lisent pas les « lettres de feu » gravées sur l'anneau, mais se basent simplement sur le fait que l'Anneau ne chauffe pas après son passage dans les flammes pour l'identifier à celui de Sauron.
Plus tard, Aragorn emporte une épée brisée à Fondcombe, où il la présente au Conseil : il s'agit de Narsil l'épée d'« Elendil du Gondor », mort en combattant Sauron. Tout de suite après, la narration affirme qu'Aragorn est un descendant du prince Isildur, qui prit l'Anneau sur la main de Sauron. Dans le livre, il est clairement exprimé qu'Elendil était le roi du Gondor et d'Arnor, royaume non mentionné dans le film, et que son épée brisée est portée par ses héritiers légitimes. Aragorn est donc l'héritier du trône du Gondor. Isildur est le fils d'Elendil, mais ce n'est pas clair dans le film. Si Aragorn est dit explicitement être issu d'Isildur, il n'est pas clair qu'il est l'héritier d'un royaume. Après Fondcombe, l'épée est renommée Andúril, comme dans le livre, où elle est reforgée, mais cette opération est passée sous silence dans le film.
Plusieurs scènes d'actions sont omises dans le film, comme l'escarmouche entre la Communauté et des loups avant la Moria, Legolas tuant la monture ailée d'un Spectre de l'Anneau, et les archers orques harcelant la Communauté sur l'Anduin.
Les termes « Ent » et « Nazgûl » sont systématiquement remplacés par « berger des arbres » et « Spectre de l'Anneau ».

### Modifications
Le prologue du film suggère que Sauron apprit à forger des Anneaux de Pouvoir seulement après la création des 19 anneaux moindres, tandis que dans l'histoire originale, c'est Sauron qui apprend cet art aux Elfes pour pouvoir les soumettre. Une autre scène suggère que la Dernière alliance des Elfes et des Hommes fut vaincue durant la guerre contre Sauron, à l'inverse de l'histoire originale.
Certaines modifications sont de nature purement visuelle. Par exemple, Saroumane le Blanc adopte le titre « Saroumane le Multicolore » comme dans le roman, sa robe anciennement blanche subissant un changement de couleur. Cependant, dans le film, ses vêtements ne sont ni blancs, ni multicolores, mais en diverses teintes de rouge. Legolas porte des habits gris et argentés, alors qu'il est vêtu de vert et de brun dans le livre. Boromir porte un casque à cornes, complètement absent du livre.
La scène où les Nazgûl entrent dans la chambre des hobbits et commencent à donner de grands coups d'épée dans leurs lits avant de découvrir qu'ils ne s'y trouvaient pas est absente du livre, où les hobbits se contentent de découvrir le résultat de cette attaque le lendemain avant l'aube.
Le Haut-Elfe Glorfindel que rencontrent les hobbits et Aragorn à l'approche de Fondcombe est remplacé par Legolas, qui n'est rencontré que plus tard, au Conseil d'Elrond, dans le livre.
Ni Éomer, ni Éowyn n'ont de répliques. Éomer assume également le rôle du personnage mineur Erkenbrand, comme Legolas celui de Glorfindel.
La représentation de la bataille du Gouffre de Helm diffère en plusieurs points du livre. En particulier, la forteresse elle-même est appelée « Gouffre de Helm », alors qu'elle a pour nom « Fort-le-Cor » dans le livre, « Gouffre de Helm » étant le nom de la vallée dans laquelle elle est située. Les engins explosifs, ici appelés « Feux de l'Isengard », apparaissent comme des projectiles magiques directement tirés de l'Isengard. Éomer est présenté comme un renégat que Gandalf retrouve ; ensemble, ils renversent le cours de la bataille. Dans le livre, il était présent dans la bataille, et c'est Erkenbrand qui arrive aux côtés de Gandalf.

## Production

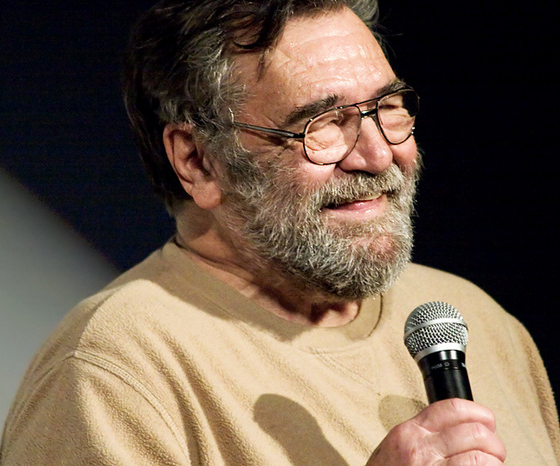
Ralph Bakshi

Le réalisateur Ralph Bakshi découvrit Le Seigneur des anneaux au milieu des années 1950, alors qu'il travaillait comme animateur pour Terrytoons. En 1957, ce jeune animateur commença à essayer de convaincre son entourage que l'histoire pouvait être relatée sous forme de dessin animé. Dans les années 1970, Bakshi, qui avait entre-temps trouvé le succès en réalisant plusieurs films d'animations destinés aux adultes, dont Fritz the Cat, apprit qu'une adaptation du livre était en cours de production chez United Artists, avec John Boorman comme réalisateur. Bakshi a affirmé qu'on lui avait rapporté que Boorman prévoyait de filmer tout Le Seigneur des anneaux en un seul film. « Je me suis dit que c'était de la folie, et un manque de caractère certain de la part de Boorman. Pourquoi vouloir modifier ne serait-ce qu'un détail de ce qu'a fait Tolkien ? ».
Lorsque le projet de Boorman tomba à l'eau, Bakshi entra en contact avec le studio et proposa de réaliser une adaptation sous forme de film d'animation en trois parties. « Et voilà le moment le plus effrayant. Ils ont dit "parfait, parce que Boorman nous a remis ce script de 700 pages, voulez-vous le lire ?" J'ai demandé s'il traitait des trois livres. Ils ont répondu que oui, mais qu'il avait changé beaucoup de personnages, et qu'il en avait ajouté. [...] J'ai dit que je préférais ne pas le lire et me baser aussi étroitement que possible sur les livres, en utilisant les dialogues et les scènes telles que Tolkien les avait écrites. Ils ont dit "parfait", ce qui m'a stupéfait, "parce que nous ne comprenons pas un traître mot de ce qu'a écrit Boorman. Nous n'avons jamais lu les livres [...] Nous n'avons pas le temps de le lire. Tu le comprends, Ralph, alors fais-le. »
Dans le même bâtiment qu'United Artists se trouvaient les bureaux de la Metro-Goldwyn-Mayer, où Bakshi s'entretint avec le président de l'époque, Dan Melnick. « Je pensais qu'il comprendrait ce que Les Anneaux signifierait, vu que UA ne le comprenait pas. » Bakshi et Melnick conclurent un marché avec Mike Medavoy de United Artists, lui rendant son argent. « Le script de Boorman avait coûté 3 millions de dollars, donc Boorman était aux anges, hurlant et riant et buvant, vu qu'il avait reçu 3 millions pour son script, qui avait finalement été jeté à la poubelle. » Après le renvoi de Melnick, l'arrangement fut annulé. À la suite de cela, Bakshi entra en contact avec Saul Zaentz (qui avait participé au financement du premier film de Bakshi, Fritz the Cat) et lui demanda s'il voulait produire Le Seigneur des anneaux. Zaentz accepta. United Artists négocia pour que l'adaptation soit réduite de trois à deux parties. Avant que la production ne commence, Bakshi rencontra la fille de Tolkien, Priscilla, pour discuter de l'adaptation. Elle lui montra la pièce où son père écrivait et dessinait. Bakshi affirme que « la promesse que j'ai faite à la fille de Tolkien était d'être fidèle au livre. Je n'allais pas dire "hé, laissons tomber Gollum et modifions ces deux personnages". Mon job, c'était de dire "Voilà ce que le génie a dit. »

### Scénario et développement
Une première ébauche de scénario fut rédigée par Chris Conkling (en), dans laquelle la majeure partie du récit était racontée en flash-back du point de vue de Merry. Après que Bakshi et Zaentz lurent cette première version, ils firent appel à l'auteur de fantasy Peter S. Beagle afin de réécrire le scénario. D'après le site de l'éditeur Conlan Press, Beagle écrivit de nombreuses ébauches de scripts pour seulement 5 000 dollars, Saul Zaentz l'ayant assuré qu'il l'embaucherait par la suite pour d'autres projets plus rentables, ce qu'il ne fit pas.

### Réalisation
D'après Bakshi, « le problème majeur était de réaliser une œuvre épique. Les épopées ont tendance à se traîner. Le plus grand défi était d'être fidèle au livre ». Lorsqu'on lui demanda ce qu'il tentait d'accomplir dans ce film, Bakshi affirma que « le but était d'obtenir un travail d'une qualité aussi grande que possible. Je voulais des illustrations vraies, pas des cartoons. [...] Les descriptions ont été abandonnées parce qu'on les voit effectivement dans le film. L'apparence des hobbits ne me semble pas si importante que ça. Tout le monde a sa propre idée sur l'apparence des personnages. Pour moi, il est important que l'énergie de Tolkien subsiste. Il est important que la qualité de l'animation soit égale à celle de Tolkien. Qui se préoccupe de la taille du nez de Gandalf ? L'animation a tendance à simplement s'inquiéter des dessins. Si le film marche, que vous appréciez le visage de Bilbon ou pas, le reste n'a pas d'importance ».
Les principales influences artistiques de Bakshi pour ce film furent celles d'illustrateurs classiques, comme Howard Pyle et N. C. Wyeth. Bakshi affirme qu'aucun illustrateur contemporain n'eut d'influence sur le style du film, déclarant que « le film est une collision entre de nombreux styles, comme tous mes films. J'aime les arrière-plans moroses. J'aime les drames. J'aime les couleurs saturées. Bien sûr, un gros problème fut de contrôler les artistes pour qu'ils dessinent de la même façon. Comment faites-vous pour que 600 personnes dessinent un personnage à l'identique ? La tendance veut qu'on laisse une certaine liberté à l'artiste, mais à ce moment-là, quelqu'un oublierait un chapeau ou une corne sur le casque d'un personnage. [...] Je pense que nous avons réussi de vraies illustrations, à l'opposé des cartoons. Artistiquement, on peut faire ce qu'on veut ».

### Animation
D'après Jim Korkis, les publicités promouvant le film annonçaient que Bakshi avait créé « le premier film peint » en employant « une technique entièrement inédite ». La majeure partie du film fut tournée avec de vrais acteurs, puis passée au rotoscope pour donner une allure d'animation, ce qui permit d'économiser sur les coûts de production et donna aux personnages animés une apparence plus réaliste. Les scènes du film furent tournées en Espagne, où les acteurs jouèrent leurs rôles en costumes. Bakshi a déclaré : « On m'avait dit que chez Disney, les acteurs devaient jouer comme dans un cartoon, en exagérant. Pour Le Seigneur des anneaux, j'ai fait jouer les acteurs normalement. Par le passé, le rotoscope avait été employé dans des scènes, puis exagéré. L'action devient "cartoon". La question se pose alors : si vous ne voulez pas faire un cartoon, pourquoi de l'animation ? [...] La méthode de la rotoscopie est traditionnelle, mais pas son approche. C'est un réalisme rotoscopique différent de tout ce qui est paru jusqu'ici. Il s'agit vraiment d'un cas unique dans l'animation. Le nombre de personnages bougeant dans une scène est stupéfiant. Dans Le Seigneur des anneaux, il y a des scènes avec des centaines de personnages. On a des passages avec mille personnes dessus. C'était si complexe que parfois, on n'obtenait qu'une image par semaine d'un artiste. Il s'est avéré que les images les plus simples étaient celles qui ne comprenaient que quatre personnes ».
La plupart des comédiens chargés du doublage jouèrent aussi leurs rôles dans les scènes rotoscopées. Bilbon Sacquet et Sam Gamegie furent interprétés par Billy Barty, et Sharon Baird servit de modèle pour Frodon Sacquet. Quelques scènes d'animation traditionnelle furent produites,, mais le film n'en inclut que très peu. La plupart des scènes de bataille, ou impliquant un grand nombre d'individus, emploient une autre technique : les scènes tournées avec de vrais acteurs furent postérisées pour un meilleur rendu tridimensionnel. Sur quelques scènes, les deux techniques sont combinées. Au sujet de la rotoscopie, Bakshi a déclare : « je n'ai pas pensé à tourner la totalité du film avec de vrais acteurs jusqu'à ce que j'aie vu que ça commençait à marcher si bien. J'ai appris énormément de choses sur le processus, comme l'ondulation. Lors d'une scène, quelques personnages se tenaient sur une colline, une bourrasque arriva et les ombres avançaient et reculaient sur les habits, et c'était incroyable en animation. Je ne pense pas pouvoir donner une impression de froid à l'écran sans montrer de la neige, ou un glaçon pendant au nez de quelqu'un. Les personnages ont de la consistance, et ils se déplacent correctement ».
Après le tournage des scènes, chaque image du film fut imprimée et placée derrière un celluloïd. Les détails de chaque image étaient copiés et coloriés sur le celluloïd. Un story-board existait pour les séquences tournées comme pour les séquences d'animation. Concernant la production, Bakshi a déclaré : « Faire deux films [les scènes tournées et le dessin animé] en deux ans, c'est de la folie. Lorsqu'ils finissent le montage, la plupart des réalisateurs en ont terminé : pour nous, ce n'était que le commencement. J'en ai eu plus que ce que j'attendais. L'équipe est jeune. L'équipe adore ça. Si l'équipe adore, c'est généralement bon signe. Ce ne sont pas des animateurs plus âgés qui essaient de me secouer pour avoir un boulot l'an prochain ». Parmi les « jeunes », Tim Burton travailla sur le film comme dessinateur de celluloïds, avant de devenir animateur chez Disney, puis réalisateur,,. S'il continua à employer la rotoscopie dans les films American Pop, Hey Good Lookin' et Tygra, la glace et le feu, Bakshi regretta par la suite son usage de cette technique, déclarant qu'il avait l'impression que décalquer les scènes tournées au lieu de ne s'en servir que comme d'un guide était une erreur. La production du film est estimée à 8 millions de dollars.

### Musique
La bande originale du film a été composée par Leonard Rosenman. Elle s'écarte des créations précédentes du compositeur, plus sonores mais dissonantes, pour introduire les musiques de sa fin de carrière, plus traditionnelles et moins originales. Les thèmes musicaux font plus écho à une tradition de musiques de films qu'à des éléments caractéristiques de la Terre du Milieu. Bakshi a précisé par la suite qu'il détestait la musique de Rosenman, qu'il trouvait trop attendue (too cliché).
Bakshi souhaitait inclure des morceaux de Led Zeppelin, mais ne parvint pas à obtenir les droits nécessaires ; de plus, le producteur Saul Zaentz préféra une bande son orchestrale afin de pouvoir la publier sur son label Fantasy Records.[réf. nécessaire]
La bande originale paraît en 1978 en double LP. Une édition limitée Collector paraît chez Fantasy Records en picture-disc double LP avec quatre scènes du films : les Hobbits quittant Hobbitebourg (The Hobbits leaving Hobbiton), les spectres de l'Anneau à Bree (The Ringwraiths at Bree), Gandalf et le Balrog (Gandalf and the Balrog), et le voyage avec les Orques (Journey with the Orcs). En 2001, l'album est réédité en disque compact, avec des pistes bonus.

### Titre du film
Le film devait initialement être distribué sous le titre Le Seigneur des anneaux, première partie (The Lord of the Rings Part One),. D'après Bakshi, lorsque le film fut terminé, les cadres d'United Artist lui déclarèrent qu'ils sortiraient le film sans indiquer qu'une suite était prévue, parce qu'ils pensaient que le public ne paierait pas pour voir un demi-film. « Je leur ai dit qu'ils ne pouvaient pas gommer le Part One, parce que les gens iraient le voir en pensant qu'il s'agirait du film entier, et ce n'était pas le cas. On a eu de violents débats, et ils l'ont sorti comme Le Seigneur des anneaux. Et donc, arrivés à la fin, les gens étaient confus, encore plus que je ne le craignais, parce qu'ils s'attendaient à voir le film entier. Les gens continuent encore à me dire que je n'ai jamais fini le film. Et je leur dis toujours : C'est exact ! »,. Dans une autre interview, Bakshi a déclaré que « si Part One avait été indiqué, je pense que tout le monde l'aurait respecté. Mais puisque Part One n'était pas indiqué, tout le monde y est allé en s'attendant à voir les trois livres, et c'est ce qui a engendré la confusion »,.

### Avis de Bakshi sur le tournage
Bakshi a déclaré qu'il n'aurait jamais réalisé le film s'il avait su ce qui devait se passer durant sa production. « J'allais le faire pour le sauver, pour Tolkien, parce que j'adorais le Seigneur. [...] Je pense que ça m'en a plus pris que ça m'en a redonné. [...] [Le film] m'a fait comprendre que [adapter l'histoire d'un autre écrivain] ne m'intéresse pas. Ce qui semblait m'intéresser le plus était d'ouvrir ma grande gueule à tort et à travers, ou de m'asseoir quelque part et réfléchir sur ce problème ou ce problème et comment le remettre à un public, et c'était la partie la plus excitante de ma vie ».

## Diffusion

### Box-office et nominations
Le Seigneur des anneaux est un succès financier. Il rapporte 30,5 millions de dollars au box-office, (pour un budget initial de 4 M$,). Le film est sélectionné pour le prix Hugo de la meilleure présentation dramatique et le prix Saturn du meilleur film fantastique. La musique de Leonard Rosenman est sélectionnée pour un Golden Globes de la meilleure musique de film, et Bakshi remporte un Griffon d'or au festival du film de Giffoni.
|                   | Box-office      | Nbre de sem. | Source             |
| ----------------- | --------------- | ------------ | ------------------ |
| Box-office Paris  | 138 801 entrées | 5 sem.       | Boxofficestars.com |
| Box-office France | 607 390 entrées | 6 sem.       | Jpbox-office.com   |

Dans son livre Of Mice and Magic: A History of American Animated Cartoons, Leonard Maltin donne Le Seigneur des anneaux et Fritz the Cat comme les deux seuls succès au box office de toute la carrière de Bakshi. Cependant, United Artists considéra le film comme un échec, et refusa de financer une suite qui aurait permis de compléter l'histoire.

### Réception critique
Les critiques du film furent dans l'ensemble en demi-teinte, considérant souvent le film comme une « interprétation erronée mais inspirée ». Dans The Hollywood Reporter, Frank Barrow écrivit que le film était « audacieux et inhabituel dans son concept ». Joseph Gelmis de Newsday écrivit que « la principale avancée du film est une expérience visuelle différente de tout ce que les autres films d'animation [faisaient] à ce moment ». Roger Ebert trouvait que le travail de Bakshi avait « ses avantages et ses inconvénients », et qu'il s'agissait d'un « travail tout à fait respectable, parfois impressionnant [...] [mais] qui manque toujours du charme de l'histoire originale. Dans le New York Times, Vincent Canby qualifia le film d'« engourdissant et impressionnant à la fois ». Le critique David Denby (en) du magazine New York estima que le film n'aurait pas de sens pour les spectateurs n'ayant pas lu le livre ; il trouva que le film était trop sombre et manquait d'humour, concluant que « la terrifiante, insensée violence du film [l'avait] laissé épuisé et écœuré à la fin. »
Le site Rotten Tomatoes, qui compile les opinions d'un grand nombre de critiques, a donné une note de 50 % au film, avec neuf chroniqueurs sur dix-huit ayant publié une critique positive du film. Michael Barrier décrit quant à lui Le Seigneur des anneaux comme démontrant (avec American Pop en 1981) que « Bakshi manquait cruellement de l'auto-discipline artistique qui lui aurait permis de dépasser ses limites ». En 2003, la Online Film Critics Society l'a classé 90e meilleur film d'animation de tous les temps. En 2009, le film est désigné 36e meilleur film d'animation par le magazine Time Out (édité par l'entreprise homonyme).

## Héritage

### Œuvres dérivées et proches
Dans ses interviews, Bakshi fait parfois référence au film comme au Seigneur des anneaux, première partie, comme il souhaitait nommer le film. D'après lui, quelques scènes furent tournées pour la deuxième partie, mais rien de plus ; en 2006, Bakshi a déclaré que s'il avait l'opportunité de terminer Le Seigneur des anneaux, il le ferait. The Film Book of J.R.R. Tolkien's the Lord of the Rings, édité par Ballantine Books le 12 octobre 1978, évoque une suite dans la couverture intérieure du livre.
Le film est adapté en comics pour le compte de Tolkien Enterprises avec des dessins de l'artiste espagnol Luis Bermejo. Trois numéros sont publiés en Europe, à partir de 1979 ; ils ne sont pas traduits en anglais ni publiés sur le marché américain pour des problèmes de droits d'auteur,.
Une adaptation en jeux vidéo est sorti, sur Super Nintendo. Le jeu est jouable à 10 joueurs.
En 1980, Rankin/Bass produit The Return of the King, un téléfilm d'animation basé sur Le Retour du roi, suite de The Hobbit (sorti en 1977) ; cela produit une confusion, le film de Bakshi ne se basant que sur les deux premières parties du Seigneur des anneaux. Les deux films sortent cependant[Quand ?] de manière coordonnée : Warner Bros., détentrice des droits du catalogue Rankin-Bass d'après 1974 et de la majeure partie du catalogue de Saul Zaentz, sort The Hobbit, The Lord of the Rings et The Return of the King en VHS et en DVD. Le film de Bakshi y est décrit comme basé sur La Communauté de l'anneau et Les Deux Tours. La version VHS s'arrête sur les paroles du narrateur « Ici s'achève la première partie de l'histoire de la guerre de l'Anneau. » ; la version DVD possède une fin différente : « Les forces des ténèbres ont été chassées à jamais de la surface de la Terre du Milieu par les amis vaillants de Frodon. Avec l'achèvement de leur vaillante bataille, donc, également, se termine le premier grand conte du Seigneur des anneaux. » Le Seigneur des anneaux paraît dans une édition « deluxe » sur Blu-ray et DVD le 6 avril 2010.
En 1981, la BBC Radio diffuse Le Seigneur des anneaux, la troisième adaptation du roman pour la radio ; Michael Graham Cox et Peter Woodthorpe reprennent à cette occasion leurs personnages du film de Bakshi, respectivement Boromir et Gollum.

### Films de Peter Jackson
Le film de Bakshi a également été cité comme une influence sur l'adaptation en trois films de Peter Jackson.
Après avoir tout d'abord nié avoir vu l'adaptation de Bakshi, Jackson admit avoir découvert Le Seigneur des anneaux à travers ce film, déclarant qu'il « l'avait apprécié et désirait en savoir plus ». Bakshi a déclaré que « Peter Jackson a dit que le premier film l'a inspiré pour ses films, mais seulement après que j'ai râlé auprès de beaucoup de journalistes, parce qu'il avait dit au début n'avoir jamais vu le film. J'ai trouvé ça assez dégueulasse ».
Bakshi a déclaré avoir des « sentiments mitigés » à l'égard de l'adaptation de Jackson, qu'il n'a pas vue. « D'un côté, je suis content que Peter Jackson ait continué, et d'un autre côté je suis mécontent que Saul Zaentz, le producteur, et d'autres personnes ne m'aient jamais appelé, ne m'aient jamais remercié, ni n'aient demandé ma permission pour faire le film. [...] Pas plus qu'on ne m'a envoyé une bouteille de vin à l'annonce de cet immense succès. [...] Mais j'ai plus de ressentiment sur le plan financier que sur le plan créatif. Je suis heureux que Peter Jackson ait eu un film à regarder, ce qui n'a jamais été mon cas. Il y a sans nul doute beaucoup à apprendre du visionnage de n'importe quel film, à la fois pour ses erreurs et pour ses réussites. Il a donc eu moins de mal que moi, et un budget largement supérieur ».
L'adaptation de Jackson fait plusieurs emprunts à la version de Bakshi, la plus notable étant la scène où les Nazgûl apparaissent dans la chambre des hobbits, à Bree, et tailladent leurs lits en pièces. Elle est presque identique à celle du film de Bakshi, ce qui est d'autant plus remarquable que cette scène est absente du livre. Dans le commentaire audio du DVD de Le Seigneur des anneaux : La Communauté de l'anneau, Jackson admet qu'un plan, celui du hobbit s'écriant « Fierpied ! » lors de la fête d'anniversaire de Bilbon, est un hommage voulu au film de Bakshi.

### Traductions
1. ↑  « I told them they can't drop the Part One, because people are going to come in thinking they'll see the whole film, and it's not there. We had a huge fight, and they released it as Lord of the Rings. So when it came to the end, people were stunned in the theater, even worse than I ever realized they would be, because they were expecting to see the whole film. People keep telling me I never finished the film. And I keep saying, 'That's right! »
2. ↑  « Had it said 'Part One,' I think everyone would have respected it. But because it didn't say 'Part One,' everyone came in expecting to see the entire three books, and that's where the confusion comes in. »
3. ↑  « Bakshi was, however, a graduate of the Terrytoons and Paramount cartoon studios of the sixties, which were not suitable training grounds for work on any kind of animated feature, and his first few features were masses of rough edges. It later became clear, in a string of unfortunate films like The Lord of the Rings (1978) and American Pop (1982) that Bakshi was utterly lacking in the artistic self-discipline that might have permitted him to outgrow his limitations. », dans (en) Michael Barrier, Hollywood Cartoons : American Animation in Its Golden Age, Oxford University Press, 1999, 648 p. (ISBN 0-19-516729-5, EAN 9780195167290), p. 572.
4. ↑  « Here ends the first part of the history of the War of the Ring. »
5. ↑  « The forces of darkness were driven forever from the face of Middle-Earth by the valiant friends of Frodo. As their gallant battle ended, so, too, ends the first great tale of The Lord of the Rings. »

### Sources
1. 1 2  (en) Three Rings for Hollywood: Scripts for The Lord of the Rings by Zimmerman, Boorman, and Beagle
2. 1 2 3 4 5 6 7 8 9 10 11 12  (en) If at first you don't succeed... call Peter Jackson
3. 1 2  (en) Leonard Maltin, Of Mice and Magic: Revised Edition, p. ?.
4. ↑  Jamie Diamond, « Animation's Bad Boy Returns, Unrepentant », The New York Times, 5 juillet 1992
5. ↑  Beck 2005, p. 156
6. 1 2  (en) « The Lord of the Rings (1978) : Box office / business » [« Le Seigneur des anneaux (1978) - Box-office / chiffres d’affaires »], sur Internet Movie Database (consulté le 16 juin 2016)
7. ↑  La Communauté de l'anneau, Livre II, chap. 2 : « Le conseil d'Elrond ».
8. 1 2 3 4 5 6  Tasha Robinson, « Interview with Ralph Bakshi », The Onion A.V. Club, 31 janvier 2003 (consulté le 14 octobre 2007)
9. 1 2 3 4  (en) Patrick Riley, « '70s Version of Lord of the Rings 'Devastated' Director Bakshi », Fox News, 7 juillet 2000 (consulté le 20 juin 2011).
10. ↑  (en) « Beagle/Zaentz FAQ », Conlan Press (consulté le 16 octobre 2007).
11. ↑  « The Lord of the Rings (1978) - Full cast and crew » (consulté le 13 février 2008)
12. ↑  « The Lord of the Rings - deleted scenes », Site officiel de Ralph Bakshi (consulté le 13 février 2008)
13. ↑  « The Lord of the Rings - gallery image », Site officiel de Ralph Bakshi (consulté le 13 février 2008)
14. ↑  « The Lord of the Rings - gallery image », Site officiel de Ralph Bakshi (consulté le 13 février 2008)
15. 1 2 3 4  (en) Ken P. (en trois pages), « An Interview with Ralph Bakshi » [« Une entrevue avec Ralph Bakshi »], sur IGN (US), 25 mai 2004 (consulté le 16 juin 2016).
16. ↑  « Bakshi Board Exlusive Interview #8 », Ralph Bakshi Forum (consulté le 22 mars 2007)
17. ↑  John. A Gallagher, « The Directors Series: Interview with Ralph Bakshi (Part One) », 1983 (consulté le 13 février 2008)
18. ↑  (en) Joseph McLellan, « Animation, an art stillborn ? : Cuttings corners the goal in most art studios now », The Akron Beacon Journal,‎ 3 janvier 1979, C1 (29) (lire en ligne, consulté le 14 décembre 2023)
19. 1 2  (en) Ernest Mathijs, Lord of the Rings : Popular Culture in Global Context, Wallflower Press, 2006, 341 p. (ISBN 1-904764-82-7, lire en ligne).
20. ↑  (en) Bat Segundo, « « Interview with Ralph Bakshi », The Bat Segundo Show, no 214 », Edward Champion's Reluctant Habits, 21 mai 2008 (consulté le 25 juin 2008).
21. 1 2  « Bakshi Board Exclusive Interview #6 », Ralph Bakshi Forum (consulté le 13 février 2008)
22. ↑  (en) « The Lord of the Rings soundtrack details », SoundtrackCollector (consulté le 20 juin 2011).
23. ↑  (en) Terence J. Sacks, Opportunities in Animation and Cartooning Careers, McGraw-Hill, 2000, 149 p. (ISBN 0-658-00183-3), p. 37.
24. ↑  « Box office data for The Lord of the Rings », Box Office Mojo (consulté le 13 février 2008)
25. 1 2 3 4 5  Beck 2005, p. 155.
26. ↑  (en) « Awards for The Lord of the Rings (1978) », Internet Movie Database (consulté le 19 décembre 2007)
27. ↑  Roger Ebert, « Review of The Lord of the Rings », Chicago Sun-Times, 1er janvier 1978 (consulté le 13 février 2008)
28. ↑  Vincent Canby, « Review of The Lord of the Rings », The New York Times,‎ 1978 (lire en ligne, consulté le 13 février 2008)
29. ↑  (en) David Denby, « Hobbit hobbled and rabbit ran », New York, vol. 11, no 49,‎ 4 décembre 1978, p. 153–154 (ISSN 0028-7369)
30. ↑  « Tomatometer for The Lord of the Rings », Rotten Tomatoes (consulté le 13 février 2008)
31. ↑  « Top 100 Animated Features of All Time », Online Film Critics Society (consulté le 13 février 2008)
32. ↑  (en) Derek Adams, Dave Calhoun, Adam Lee Davies, Paul Fairclough, Tom Huddleston, David Jenkins et Ossian Ward, « Time Out's 50 greatest animated films, with added commentary by Terry Gilliam », Time Out,‎ 2009 (lire en ligne, consulté le 11 novembre 2009)
33. ↑  « Bakshi Board Exclusive Interview #3 », Ralph Bakshi Forum (consulté le 13 février 2008)
34. ↑  (en) Saul Zaentz (produced by) et Ralph Bakshi (directed by), The Film Book of J.R.R. Tolkien's the Lord of the Rings, Ballantine Books, octobre 1978, 1re éd. (1re éd. 1978), 76 p. (ISBN 978-0-345-28139-5, LCCN 78061709)
35. ↑  (en) « J.R.R.Tolkien comics », J.R.R. Tolkien miscellanea (consulté le 20 juin 2011).
36. ↑  (en) « Comic creator: Luis Bermejo », lambiek.net (consulté le 20 juin 2011).
37. ↑  (en) « Ralph Bakshi's Lord of The Rings- BluRay & DVD Release Slated for April 6, 2010 Release », Bakshi Productions, 8 janvier 2010 (consulté le 20 juin 2011).
38. ↑  Peter Jackson, cité au Egyptian Theater à Hollywood, le 6 février 2004 (audio).
39. ↑  Interview de Peter Jackson, Explorations (the Barnes & Noble Science Fiction newsletter), octobre/novembre 2001 (lien, archive).